# Kaspar Oettli
Kaspar Oettli, schweizisk orienterare som tog silver i stafett vid VM 1987.